# Ópera alemana
Se denomina «ópera alemana» al desarrollo operístico de los países germanoparlantes, principalmente Alemania (o los estados históricos que actualmente conforman la República Federal Alemana) y Austria. En este artículo se mencionan brevemente los trabajos de compositores alemanes o austríacos que han sido escritos en otras lenguas. La misma expresión se utiliza también para designar el conjunto de obras escritas en lengua alemana, incluyendo obras escritas por compositores no nativos.
Tal como indican los nombres de Mozart, Weber, Wagner, Richard Strauss y Berg, Alemania y Austria poseen una de las tradiciones operísticas más fuertes en la cultura europea. Esto se evidencia también en la gran cantidad de teatros de ópera (principalmente en Alemania, donde al menos todas las ciudades importantes tienen su propio teatro), así como también en los numerosos festivales operísticos tan renombrados mundialmente, por ejemplo, el Festival de Salzburgo.

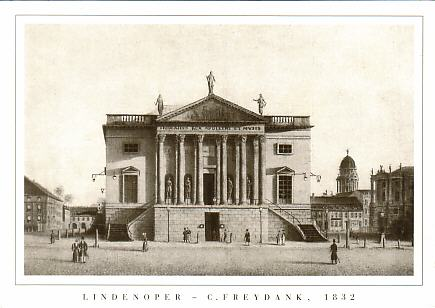
La ópera berlinesa «Unter den Linden».

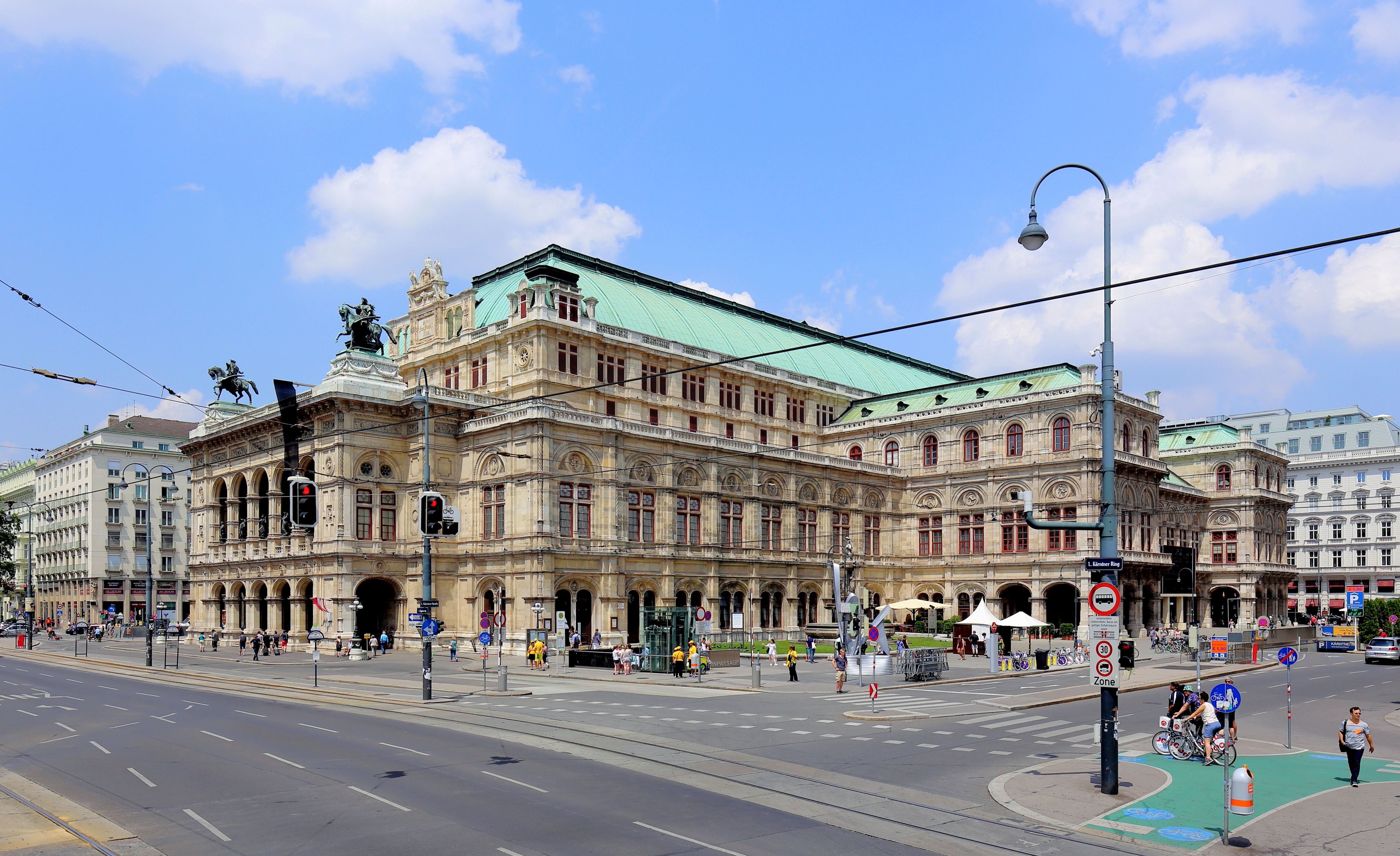
Ópera Estatal de Viena, uno de los principales centros operísticos del mundo.

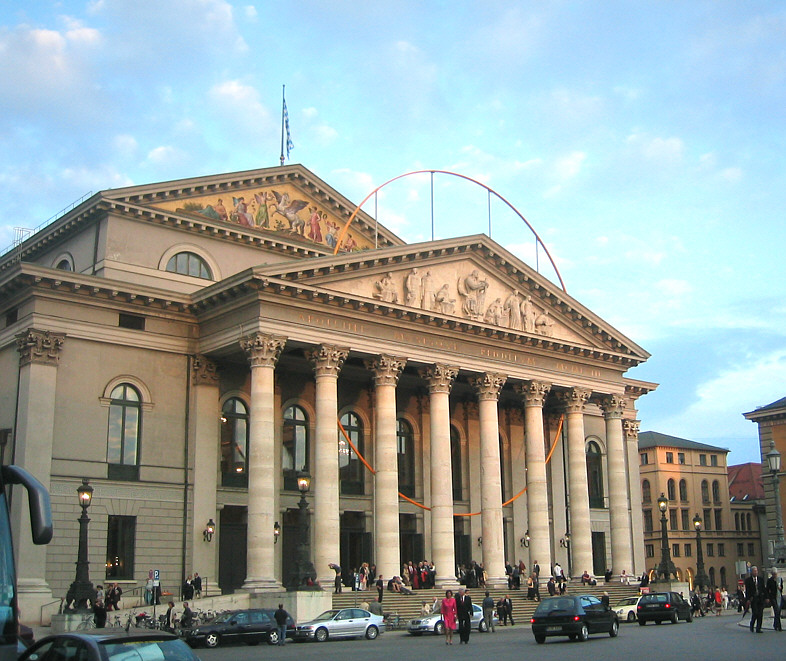
Teatro Nacional de Múnich, sede de la Ópera Estatal de Baviera.

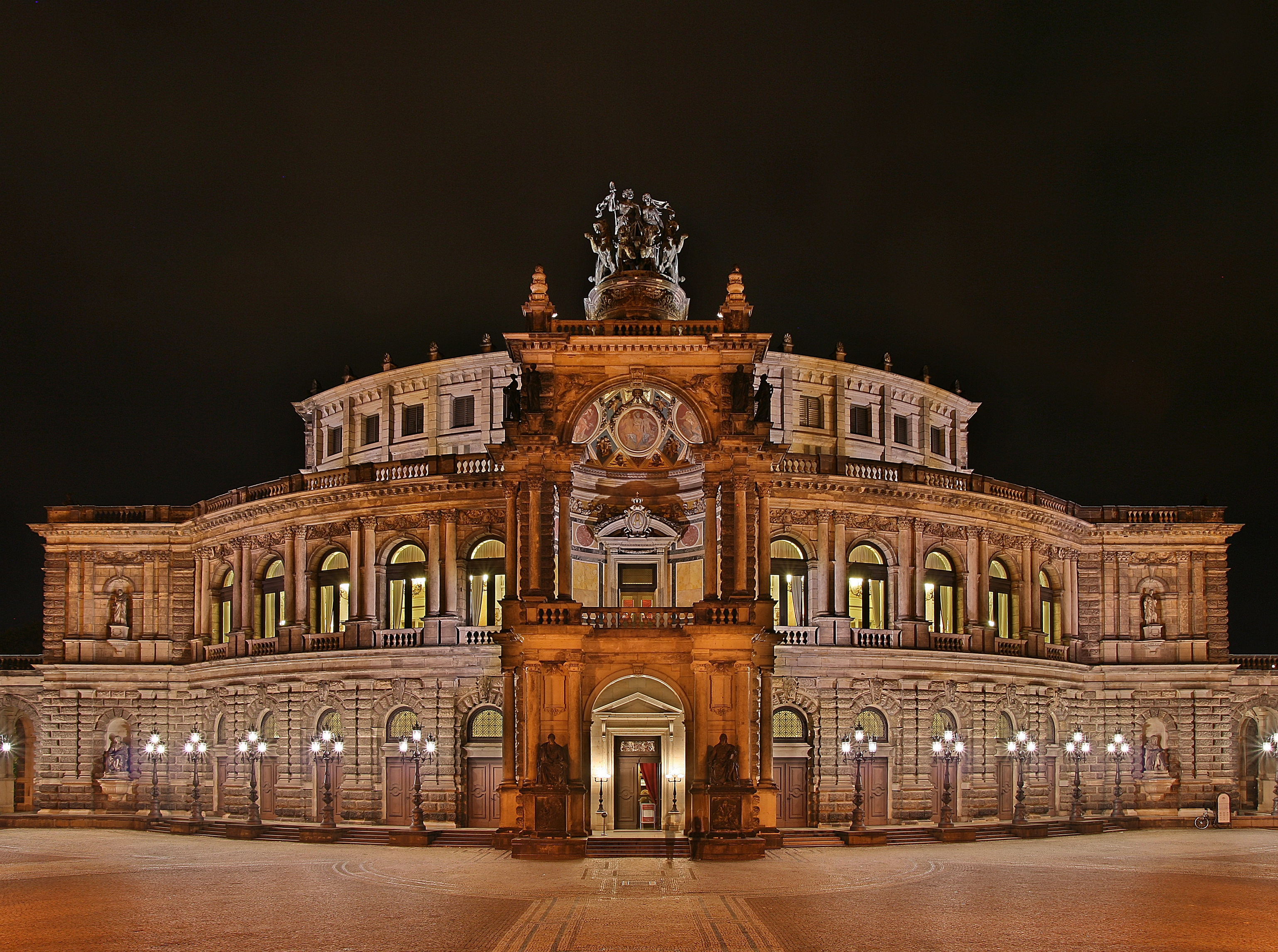
Semperoper de Dresde.

## Era barroca

### La primera ópera alemana

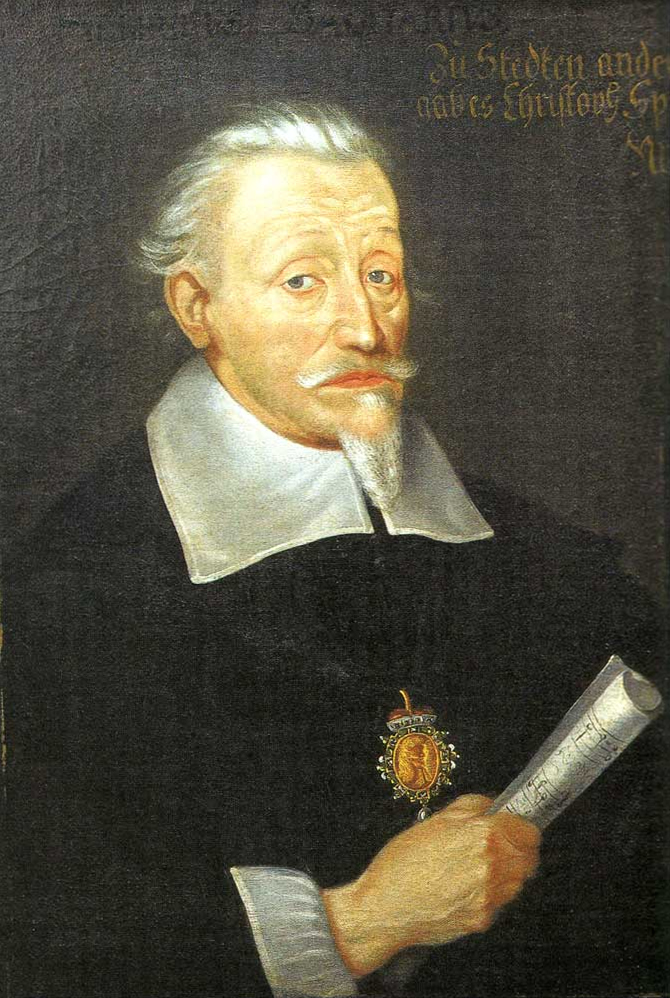
Heinrich Schütz.

La primera ópera del mundo fue Dafne de Jacopo Peri, aparecida en Florencia en 1598. Tres décadas más tarde Heinrich Schütz toma el mismo libreto en una traducción del poeta Martin Opitz, creando así la primera ópera en lengua alemana. La música del Dafne de Schütz se ha perdido y los detalles de la puesta se hallan incompletos, pero se sabe que fue escrita para celebrar la boda del Landgrave Jorge II de Hesse-Darmstadt con la Princesa Sofía Eleonora de Sajonia en Torgau en 1627.
Al igual que en Italia, los primeros patrones de ópera en Alemania y Austria fueron la realeza y la nobleza, y tendieron a favorecer a los compositores y cantantes del sur de los Alpes. Antonio Cesti fue particularmente exitoso, proveyendo la fastuosa ópera Il pomo d'oro para la Corte Imperial en Viena en 1668.
La ópera en italiano continuó ejerciendo una considerable presencia en tierras de habla alemana a través de los períodos Barroco y Clásico. Sin embargo, las formas nativas también comenzaron a desarrollarse. En Núremberg en 1644, Sigmund Staden produjo el «pastoral espiritual» Seelewig, que presagia el singspiel, un género de la ópera de lengua alemana en el cual las arias alternan con diálogo hablado. Seelewig era una alegoría moral inspirada por el ejemplo de los dramas de la escuela contemporánea y es la primera ópera alemana cuya música ha sobrevivido.

### Opera en Hamburgo (1678–1738)
Otro importante desarrollo fue la fundación del Theater am Gänsemarkt en Hamburgo en 1678, dirigido a la clase media que prefería ópera en su propio idioma. El nuevo teatro operístico abrió sus puertas con la representación de Der erschaffene, gefallene und aufgerichtete Mensch, de Johann Theile, basada en la historia de Adán y Eva. El teatro, sin embargo, pasó a ser dominado por el trabajo de Reinhard Keiser, un compositor enormemente prolífico que escribió más de cien óperas, sesenta de ellas para Hamburgo.
Inicialmente todas las obras presentadas en Hamburgo estaban basadas en temas religiosos, en un intento por evitar las críticas de las autoridades eclesiásticas piestistas, que indicaban que el teatro era inmoral; pero Keiser y sus compañeros compositores, entre ellos Johann Mattheson, sumaron nuevas temáticas, incluyendo históricas y mitológicas. Keiser recurrió a tradiciones operísticas extranjeras, por ejemplo, incluyó danzas según el modelo de la tradición francesa de Lully. El recitativo en sus óperas siempre era en alemán, por lo que la audiencia podía seguir el argumento, pero desde Claudius (1703) comenzó a incluir arias en italiano, con floridas exhibiciones vocales. El sello del estilo de Hamburgo era su eclecticismo.
Georg Philipp Telemann, otro prolífico compositor, que comenzó a eclipsar a Keiser como compositor principal de ópera en Hamburgo desde 1717, siguió este ejemplo con Orpheus (1726), que contenía arias en italiano presentando textos tomados de óperas famosas de Haendel, así como también coros en francés con texto originalmente utilizado por Lully.
La ópera de Hamburgo logró incluir también personajes cómicos (Der Carneval von Venedig (1707) de Keiser los hacía hablar en el dialecto local Bajo sajón), marcando un gran contraste con el nuevo estilo elevado de la ópera seria definido por Metastasio.
Con todo, el futuro inmediato perteneció a la ópera italiana. El más famoso compositor de origen alemán de esta era, Haendel, escribió cuatro óperas para Hamburgo en el inicio de su carrera (solo una de las óperas en alemán de Haendel sobrevive en buen estado, Almira), pero rápidamente partió a escribir ópera seria en Italia e Inglaterra. En 1738, el Theater am Gänsemarkt cayó en bancarrota y el destino de la ópera seria en Alemania declinó en las décadas posteriores.

### Ópera seria y crecimiento delsingspiel

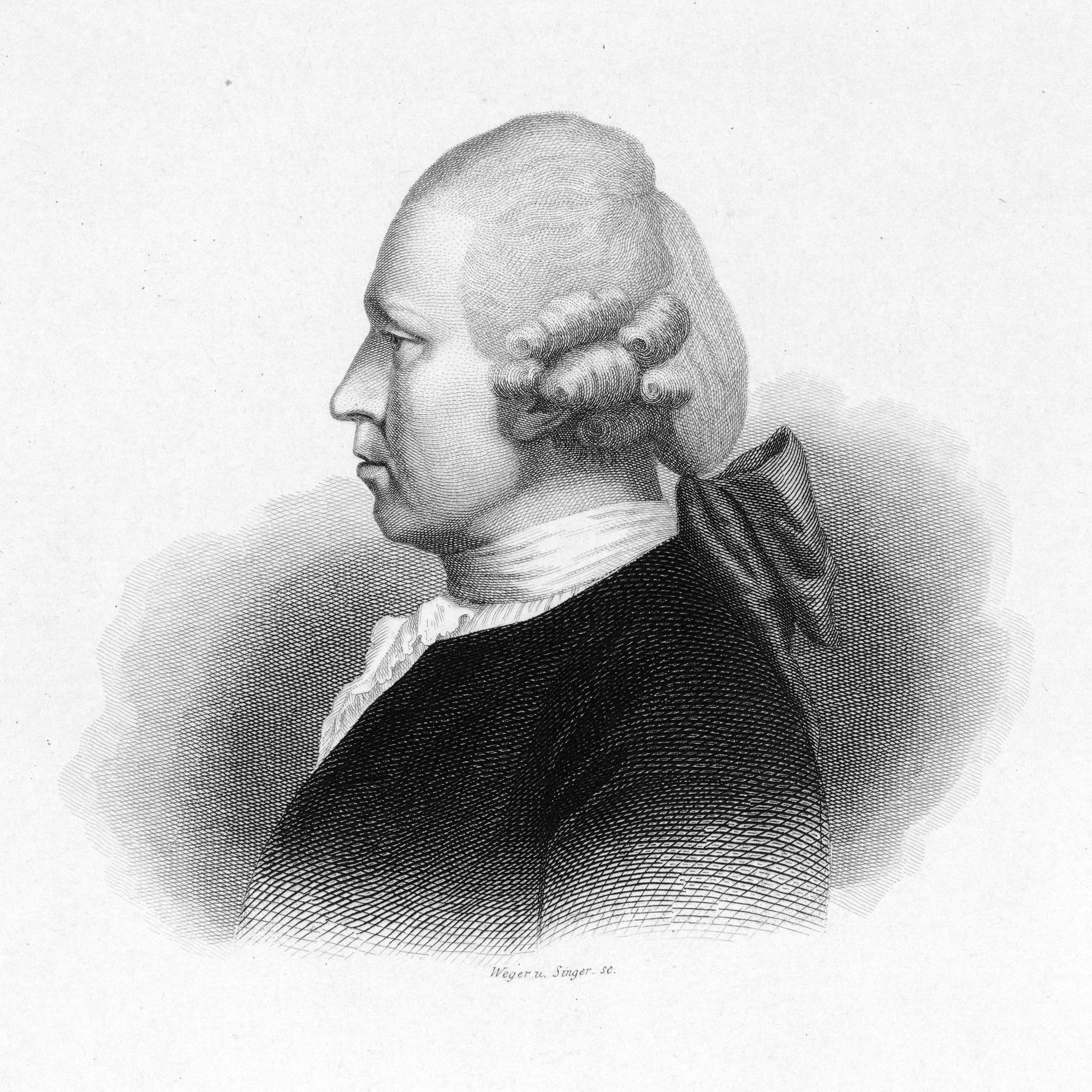
Johann Adam Hiller.

Los principales compositores alemanes tendieron a seguir el ejemplo de Haendel, dado que las cortes de varios estados alemanes favorecían la ópera en italiano. En 1730, el principal autor de la ópera seria, el libretista italiano Metastasio, se radicó como poeta imperial en Viena.
Johann Adolph Hasse escribió óperas en italiano para la corte del elector de Sajonia en Dresde. Hasse también escribió óperas para la corte de Federico II el Grande en Berlín, al igual que Carl Heinrich Graun. El mismo rey suministró el libreto para Montezuma de Graun, presentada por primera vez en 1755.
Privada del patrocinio aristocrático, la ópera en alemán fue forzada a enfocarse al público en general para sobrevivir. Esto significó que las compañías teatrales debieron viajar de ciudad en ciudad. El singspiel se convirtió en la forma más popular de la ópera alemana, en especial, de la mano del compositor Johann Adam Hiller. La versión revisada del singspiel de Hiller Die verwandelten Weiber (1766) fue un hito en la historia del género, aun siendo Die Jagd (1770) su obra más famosa. Estos singspiele fueron comedias que combinaban partes habladas y cantadas, influenciados por los géneros similares de la ballad opera en Inglaterra y la opéra-comique en Francia.
A menudo, en esta etapa, teniendo argumentos sentimentales y música extremadamente simple, los singspiele no podían compararse en sofisticación artística con las óperas serias contemporáneas, situación que cambiará en la siguiente era musical.

## Era clásica

### Mozart y la madurez delsingspiel

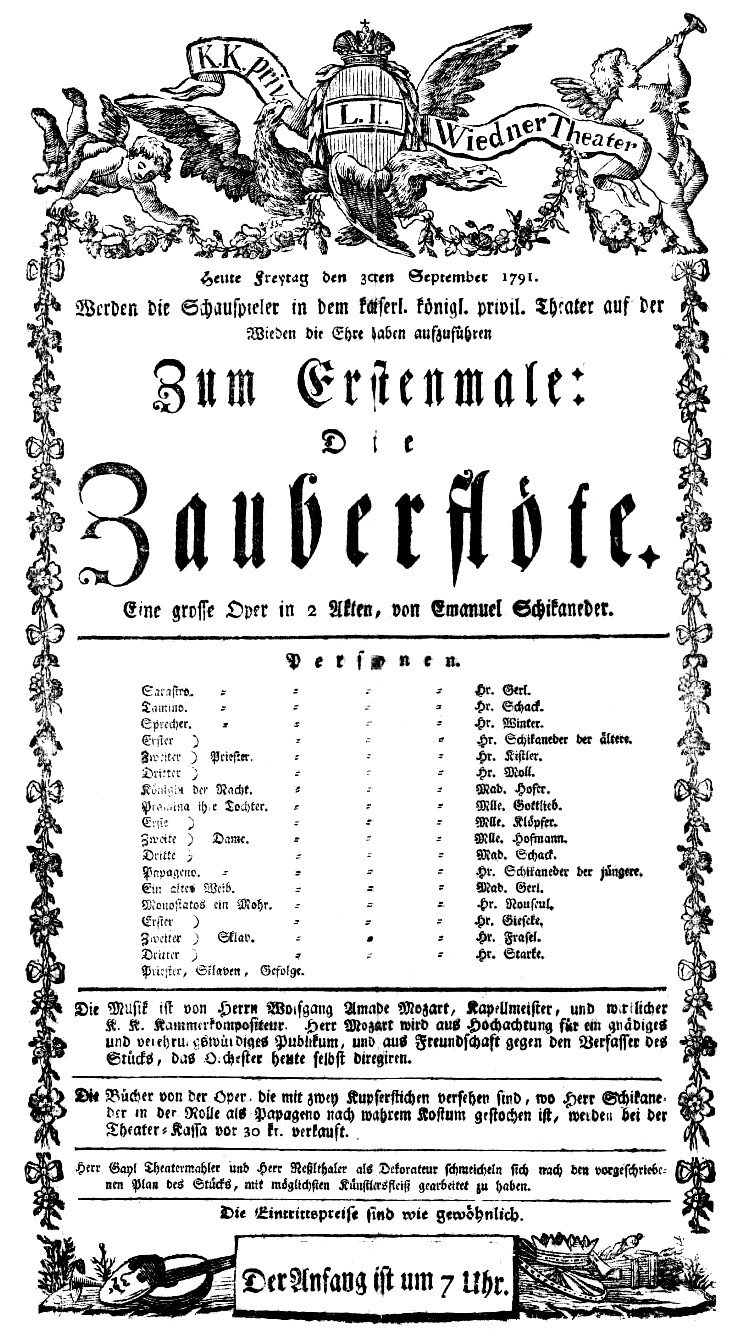
Cartel del estreno de La flauta mágica.

A finales del siglo XVIII, mientras la música se dirigía hacia la Era Clásica, la mayoría de los compositores de origen alemán continuaban evitando escribir ópera en su propia lengua. La gran figura de principios del período clásico fue Christoph Willibald von Gluck, pero sus reformas pioneras estuvieron dirigidas a las ópera italiana y francesa, no al repertorio alemán.
En 1778, el Emperador José II intentó cambiar esta situación estableciendo una compañía de ópera en lengua alemana, el «Singspiel Nacional», en el Burgtheater en Viena. El experimento fue de corta duración, y la compañía se disolvió en 1783, aunque el año anterior había producido un éxito indudable: El rapto en el serrallo del joven Wolfgang Amadeus Mozart. Goethe inmediatamente reconoció la calidad de la pieza, declarando que «nos golpeó por todos lados».
Mozart se consolidó como un gran compositor de ópera, aportando también al singspiel con Der Schauspieldirektor (1786), más allá de su excelente trabajo en el campo de la ópera italiana, con su Le nozze di Figaro, Così fan tutte y Don Giovanni.
En los años subsiguientes, aparecieron en Viena teatros comerciales que ofrecían ópera en alemán. El empresario Emanuel Schikaneder obtuvo particular éxito con su Theater auf der Wieden en la cercanía de la ciudad. En 1791, persuadió a Mozart de que componga para uno de sus libretos, resultando la que se considera como la obra maestra del estilo, La flauta mágica (1791, año de la muerte del compositor). Esta obra probó no ser un Singspiel ordinario. Aunque seguía contando con los elementos absurdos tradicionales, Mozart agregó una nueva seriedad, particularmente en la música de Sarastro y sus sacerdotes.
Más aún que Die Entführung, Die Zauberflöte fue el punto de partida para el establecimiento de la tradición operística alemana. Mozart, por tanto, ha quedado en la historia como la cumbre de la ópera alemana de finales del siglo XVIII.

### Ludwig van Beethoven
El compositor alemán más grande de la siguiente generación, Ludwig van Beethoven claramente prolífico en otros géneros, no compuso muchas obras dramáticas. Completó solo una, Fidelio, presentada por primera vez en 1805, pero con revisión final de 1814. Siguiendo la línea mozartiana de La flauta mágica, con la combinación de comedia doméstica y obra seria, Fidelio narra la historia de una esposa devota que salva a su marido del encarcelamiento político. Los años siguientes a la Revolución Francesa de 1789 habían sido de los más turbulentos de la historia europea. En Fidelio, Beethoven quiso expresar los ideales de esa revolución: libertad, igualdad y fraternidad.
Fue también inspirado por los trabajos franceses contemporáneos, particularmente las «óperas rescatadas» de Luigi Cherubini. El género no fue fácilmente cultivado por el artista, y en esta obra, los ideales filosóficos que trataba de expresar, en algunos casos parecen diluir el impacto del drama. A pesar de todo lo anterior, Fidelio es considerada por muchos, una obra maestra y una de las piezas dominantes en el repertorio alemán. Algunos incluyen esta obra dentro del singspiel, por lo cual se dice que Beethoven no aportó cambios notables al género operístico.

## Ópera romántica alemana

### Romanticismo temprano
En los primeros años del siglo XIX, un vasto movimiento cultural, conocido como Romanticismo, comenzó a ejercer sus influencias sobre los compositores alemanes. Los románticos mostraron un afilado interés en la Edad Media así como también en el folclore alemán. Las colecciones de cuentos de hadas de los hermanos Grimm y el material redescubierto de la épica medieval alemana, el Nibelungenlied, fueron las mayores fuentes de inspiración de este movimiento. Existió también a veces una búsqueda de una identidad alemana distintiva, influenciada por el nuevo nacionalismo, que se presentó en la estela de las invasiones napoleónicas.
El romanticismo ya estaba firmemente establecido en la literatura alemana con escritores como Ludwig Tieck, Novalis, Joseph von Eichendorff y Clemens Brentano. Uno de los más famosos autores alemanes románticos, E.T.A. Hoffmann, fue también músico teórico y compositor en su propio derecho y en 1816 produjo una ópera, Undine, en Berlín. Otra importante ópera romántica temprana fue Faust (1816) de Louis Spohr. Tanto Hoffmann como Spohr tomaron la forma básica del Singspiel como punto de partida pero comenzaron a agrupar los números individuales en escenas extendidas. También emplearon reminiscence motifs, recurriendo a temas musicales asociados con personajes o conceptos en la ópera, abriendo camino al uso del leitmotif de Wagner.

### Carl Maria von Weber

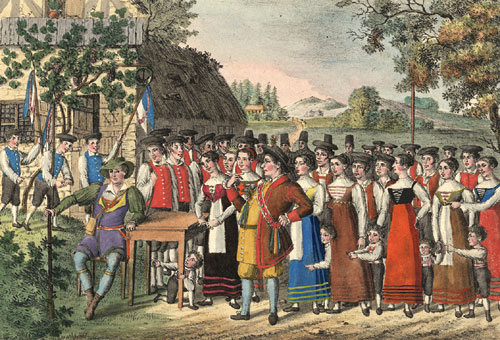
Der Freischütz, 1822.

La mayor brecha en la historia de la ópera romántica alemana fue Der Freischütz de Carl Maria von Weber, presentada por primera vez en Berlín el 18 de junio de 1821.
Weber resentía la dominación a nivel europeo de las óperas italianas de Rossini y buscó establecer un estilo de ópera únicamente alemana. Se volvió hacia las canciones populares y folclore alemán como fuente de inspiración; Der Freischütz está basada en una leyenda del Gespensterbuch (Libro de los fantasmas) de Johann August Apel y Friedrich Laun, referente a un cazador que hace un pacto con el diablo.
Der Freischütz fue su obra maestra, considerada por muchos como la primera ópera nacionalista, dado que utilizó temas musicales y dramáticos que provenían del folclore germano. Es también la primera ópera romántica alemana.
El punto fuerte de Weber fue su llamativa capacidad de evocar atmósferas con el color orquestal. Desde las primeras barras de la obertura es claro que se sitúa en los primitivos bosques de Alemania. El punto culminante de la ópera es la escena de la cañada del lobo, en la cual el héroe Max hace su trato con el diablo. Der Freischütz fue inmensamente popular, no solo en Alemania, sino a lo largo de toda Europa. Weber nunca alcanzó su capacidad máxima como compositor de ópera, debido a su prematura muerte por tuberculosis y por la pobre opción de libretos, y por tanto, tampoco aportó más progresos al género.
Su principal ópera alemana después de Der Freischütz, Euryanthe (1823), sufre de un texto particularmente débil y es raramente presentada en la actualidad. Aun así Euryanthe marca otra etapa importante en el desarrollo de la ópera alemana seria. Weber realmente logró avanzar en el campo, alejándose ligeramente del singspiel, al iniciar el proceso de diluir las arias y los recitativos hasta eliminarlos por completo, implementando el concepto de la unificación musical. Además, utilizó motivos musicales reiteradamente. Sus lecciones influyeron notablemente en la siguiente generación de compositores.

### Otros compositores de la era
El sucesor más importante de Weber en el campo de la ópera romántica fue Heinrich Marschner, quien además exploró el Arte gótico y lo sobrenatural en obras tales como Der Vampyr (1828) y Hans Heiling (1833).
Por otra parte, fue con la ópera cómica que Albert Lortzing logró su máximos éxitos. La popularidad de piezas como Zar und Zimmermann persiste aún en Alemania, aunque sus obras raramente sean representadas en el exterior.
Aunque sus comienzos se dieron en Alemania, Giacomo Meyerbeer fue más famoso por sus contribuciones a la ópera italiana y especialmente, a la francesa. Fusionó elementos de los tres estilos nacionales en su concepción de la Grand Opéra, el cual tuvo una importante influencia en el desarrollo de la música alemana, incluidos los primeros trabajos de Wagner.
Otras óperas notables de esta época son Die lustigen Weiber von Windsor (1849) de Carl Otto Nicolai y Martha (1847) de Friedrich von Flotow. Luego llegaron Peter Cornelius (Der Barbier von Bagdad, 1858), Hermann Goetz (Der Widerspänstigen Zähmung, 1874) y Karl Goldmark (Die Königin von Saba, 1875).
Deben mencionarse también dos grandes compositores de la era, que escribieron sus principales obras en otros géneros, pero también compusieron óperas: Franz Schubert y Robert Schumann. Schubert escribió alrededor de una docena de óperas, mayormente en el estilo del singspiel. Apenas algunas fueron representadas durante la vida del compositor. Schumann escribió solamente una ópera, Genoveva, representada por primera vez en Leipzig en 1850. Aun siendo elogiada por Liszt, no logró obtener éxito. El veredicto en las óperas de ambos compositores ha sido generalmente que, aunque contienen excelente música, poseen demasiadas debilidades dramáticas como para ser aclamadas como grandes obras en escena.

## Richard Wagner

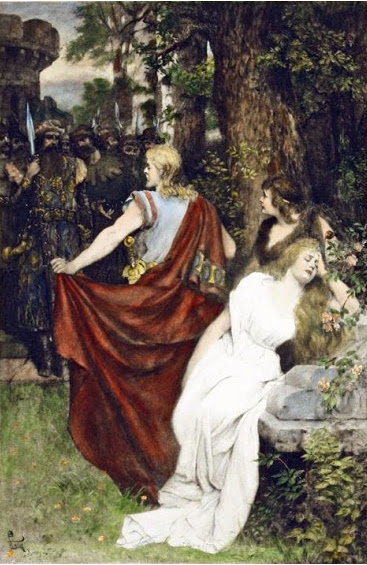
Tristan e Isolda, acto II.

Richard Wagner fue uno de los más revolucionarios y controvertidos compositores en la historia de la música, y la influencia de sus innovaciones cambiaron el curso de la ópera, no solo en Alemania y Austria, sino a través de toda Europa.
Wagner se inició como imitador, o al menos seguidor del estilo de Weber. Sus primeros experimentos siguieron los ejemplos dados por Weber (Die Feen) y Meyerbeer (Rienzi), pero su principal influencia formativa fue probablemente la música sinfónica de Beethoven. Pero pronto fue pionero en un estilo de composición diferente. Gradualmente desarrolló un nuevo concepto de ópera como Gesamtkunstwerk (una «obra de arte completa»), una fusión entre música, poesía y pintura. Las primeras ideas de Weber, que se basaban en la repetición exacta de algunos motivos musicales, llegó al extremo con Wagner de presentarse como temas que podían variar de forma y estar asociados a ideas o caracteres de la obra.
Wagner creía que su carrera verdaderamente comenzó con Der fliegende Holländer (1843). Junto a sus dos obras siguientes, Tannhäuser y Lohengrin, fue descrita como el «cénit de la ópera romántica alemana». Con todo, éstos fueron simplemente un preludio a progresos aún más radicales. En sus dramas maduros, Tristan und Isolde, Die Meistersinger von Nürnberg, Der Ring des Nibelungen y Parsifal, Wagner abolió la distinción entre aria y recitativo en favor de un flujo continuo de «melodía sin fin», dejando de lado los números cerrados de la ópera italiana o el singspiel. Incrementó en gran medida el rol y el poder de la orquesta, creando tramas con una compleja red de leitmotifs, recurso que utilizó extensivamente; y estuvo preparado para violar convenciones musicales aceptadas, tales como el sistema tonal, en este caso, para mayor expresividad. También trajo una nueva dimensión filosófica a la ópera con sus obras, las cuales estaban basadas en historias de la mitología germánica y las leyendas arturianas. Finalmente, Wagner construyó su propio teatro de ópera en Bayreuth, dedicado exclusivamente a presentar sus trabajos en el estilo que él deseaba.
Se dice que el epítome del estilo wagneriano se alcanza en la Tetralogía (1876, primera representación integral en Bayreuth). Sus obras posteriores también son consideradas por algunos críticos como obras que ahondan en el sentido nacionalista alemán, e incluso hay quien llega al extremo de considerarlas racistas.

## Ópera romántica posterior

### Post-wagnerismo
Las innovaciones de Wagner cayeron como una inmensa sombra sobre los compositores siguientes, que intentaban absorber sus influencias sin perder su propia individualidad. Uno de los más exitosos compositores de la siguiente generación fue Engelbert Humperdinck, cuya Hänsel und Gretel (1893) continúa con un lugar asegurado en el repertorio estándar. Humperdinck volvió a la canción folclórica y los cuentos de los hermanos Grimm como inspiración. Aunque Hänsel und Gretel es vista a menudo como la pieza ideal para introducir a los niños en la ópera, también posee una orquestación extraordinariamente sofisticada y hace gran uso del leitmotiv, ambos signos indicadores de la influencia de Wagner.
Otros compositores de la era que intentaron aportar a la óperan fueron Hugo Wolf (Der Corregidor, 1896) y el propio hijo de Wagner, Siegfried.

### Richard Strauss

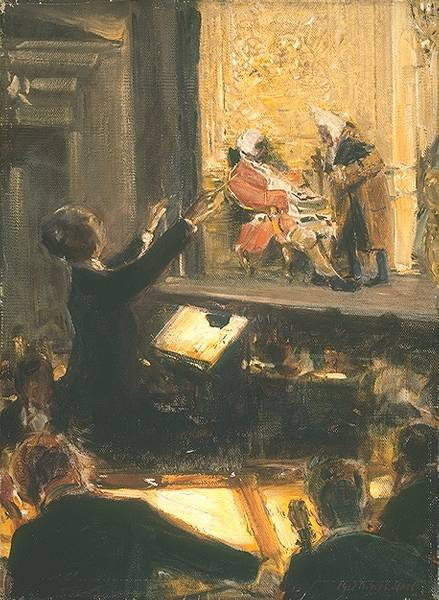
Robert Sterl Schuch conduciendo Der Rosenkavalier.

Richard Strauss fue fuertemente influenciado por Wagner, a pesar de los esfuerzos de su padre en contrario. A los diecisiete años, no mostró mayor interés por Tannhäuser, Lohengrin y Siegfried, pero resultó absolutamente encantado con las otras tres piezas de la Tetralogía y Tristan und Isolde.
Aunque en sus primeros años fue más famoso por sus poemas de tono orquestal, Salome (1905) y Elektra (1909) rápidamente establecieron su reputación como compositor principal de la ópera alemana. Estas dos óperas sirvieron para extender el sistema musical tonal, hasta sus extremos. La música altamente cromática presentó duras disonancias y armonías irresueltas. Esto, mezclado con los temas un poco crudos, sirvieron para desarrollar el estilo denominado expresionista. Elektra también marcó el comienzo de la relación profesional con el poeta y libretista austríaco Hugo von Hofmannsthal, que escribió cinco libretos más para el compositor.
Con Der Rosenkavalier de 1911, Strauss cambió de dirección, mirando hacia Mozart y el mundo del vals vienés, tanto como hacia Wagner. Críticas modernistas lo acusaron de «venderse», pero Rosenkavalier probó ser éxito inmenso con audiencias alrededor de todo el mundo. Ha sido catalogada por muchos como la última gran ópera romántica alemana.
Strauss continuó ignorando a las críticas, produciendo la mezcla entre farsa y alta tragedia de Ariadne auf Naxos, la compleja alegoría de Die Frau ohne Schatten, los dramas domésticos de Intermezzo y Arabella, y los mitológicos Die ägyptische Helena y Dafne. Finalmente se despidió de la música en escena con Capriccio (1942), una «pieza de conversación» que explora la relación entre las palabras y la música en la ópera.

### Romanticismo tardío
Otros compositores conocidos como «últimos románticos», tales como Franz Schreker (Der ferne Klang, 1912; Der Schatzgräber, 1920), Alexander von Zemlinsky (Eine florentinische Tragödie, 1917; Der Zwerg, 1922) y Erich Korngold (Die tote Stadt, 1920) exploraron territorios similares a los de Salome y Elektra de Strauss. Combinaron influencias wagnerianas, lujosas orquestaciones, armonías extrañas y disonancias, con temáticas «decadentes» reflejando el dominio del expresionismo en las artes y, las exploraciones psicológicas contemporáneas de Sigmund Freud. Los tres compositores sufrieron persecución y fueron eclipsados bajo dominio nazi, quienes condenaban sus obras como entartete Musik («música degenerada»).
Hans Pfitzner fue otro «último romántico» post-wagneriano, no obstante, de línea más conservadora. Su ópera principal Palestrina (1917) dio lugar a la tradición e inspiración más que al modernismo musical.

### Apogeo de la opereta
A fines del siglo XIX, una nueva y ligera forma de ópera, la opereta, se tornó popular en Viena. Las operetas tenían melodías inmediatamente atractivas, tramas cómicas (y a veces frívolas) y utilizaban diálogo hablado entre los «números musicales». La opereta vienesa estaba inspirada en las formas de las operetas francesas de Jacques Offenbach.
Der Pensionat (1860) de Franz von Suppé es considerada, generalmente, como la primera opereta importante en lengua alemana, pero, sin lugar a dudas, el ejemplo más famoso del género es Die Fledermaus (1874) de Johann Strauss. La viuda alegre (1905) de Franz Lehár y La princesa gitana (1915) de Emmerich Kálmán fueron otros éxitos masivos. Otros compositores que trabajaron en este estilo fueron Oscar Strauss y Sigmund Romberg.

## Modernismo: Segunda Escuela Vienesa

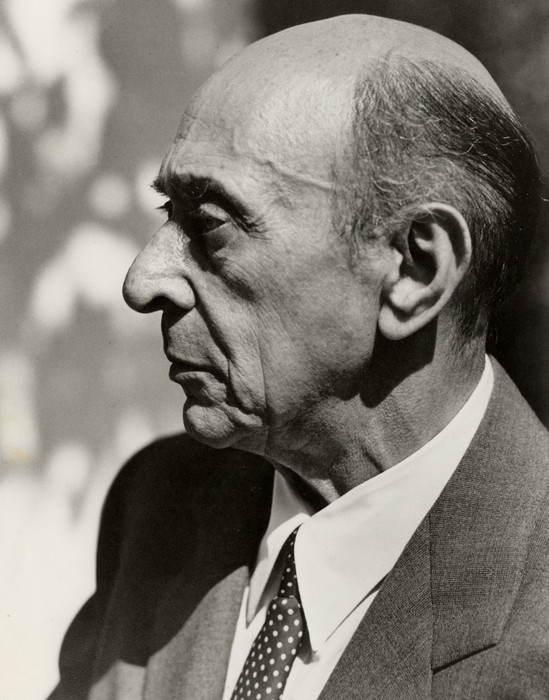
Arnold Schoenberg en 1948.

Siguiendo el ejemplo de Wagner, Richard Strauss, Zemlinsky y Schreker empujaron la tonalidad tradicional hasta sus límites absolutos. En esta etapa, un nuevo grupo de compositores aparece en Viena buscando llevar la música más allá aún. El modernismo operístico realmente comenzó con las óperas de dos compositores de la llamada Segunda escuela vienesa, Arnold Schoenberg y su acólito Alban Berg, ambos defensores de la atonalidad y su posterior desarrollo (según lo elaborado por Schoenberg), el dodecafonismo.
Los primeros trabajos músico-dramáticos de Schoenberg, Erwartung (1909, presentada por primera vez en 1924) y Die glückliche Hand mostraron un profundo uso de la armonía cromática y disonancia en general. Schoenberg utilizó también, ocasionalmente, el Sprechstimme, el cual describió de esta manera: «La voz elevándose y cayendo de acuerdo a los intervalos indicados, y todo conducido junto con el tiempo y el ritmo de la música, excepto cuando es indicada una pausa». Schoenberg intentó componer Moses und Aron como su obra maestra en el género, pero resultó inconclusa debido a su muerte.
Las dos óperas del alumno de Schoenberg, Alban Berg, Wozzeck (1925) y Lulu (que dejó inconclusa al morir), comparten varias de las características mencionadas, aunque Berg combinó su personalísima interpretación de la técnica dodecafónica de Schoenberg con pasajes melódicos de naturaleza tonal más tradicional (de carácter mahleriano). Esto explica, quizás parcialmente, porqué se han conservado sus óperas en repertorio estándar, a pesar de su música y argumentos polémicos. Su obra Wozzeck, la única ópera atonal que ha alcanzado un nivel internacional, continuó la exploración del lado obscuro del hombre que inició Strauss, siendo al mismo tiempo más intimista y psicológica, y utilizando un lenguaje musical que combinaba elementos de la música dodecafónica, serial y tonal.

## 1918–1945: entreguerras y Tercer Reich
Los años siguientes a la Primera Guerra Mundial encontraron a la cultura alemana y austríaca floreciente a pesar de la agitación política circundante. Los últimos compositores románticos todavía estaban en su labor, junto a los modernistas declarados Schoenberg y Berg.
El italiano Ferruccio Busoni abriendo su propio surco, intentó fundir Bach con las culturas de vanguardia, mediterránea y germánica, en su música. No vivió para culminar su pieza más significante, Doktor Faust (1925).

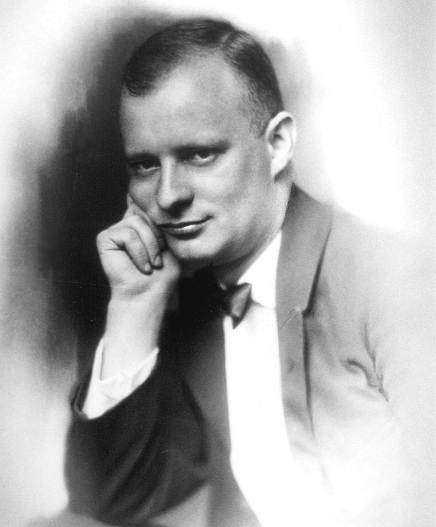
Paul Hindemith en 1923.

Paul Hindemith comenzó su carrera operística con piezas cortas y escandalosas, tales como Mörder, Hoffnung der Frauen, antes de volverse hacia Bach, tal como hizo Busoni. Hindemith encontró en el neoclasicismo inspirado en Bach una manera de detener los excesos del romanticismo tardío. Cardillac (1925) fue su primer trabajo en este sentido. Hindemith estuvo interesado también en situar la vida contemporánea en escena con sus óperas (un concepto denominado Zeitoper), al igual que Ernst Krenek, cuyo Jonny spielt auf (1927) tiene como protagonista a un violinista de jazz. Kurt Weill reflejó la vida en la República de Weimar de una manera más abiertamente política. Su colaboración más famosa con Bertolt Brecht, Die Dreigroschenoper (1928), fueron un escándalo y un éxito de taquilla inmenso.
La asunción de Adolf Hitler al poder destruyó esta próspera escena operística. Irónicamente, luego del incendio del Reichstag en 1933, la sede de gobierno alemana se trasladó al Krolloper, el teatro de ópera estatal en Berlín, el cual, bajo la aventurada dirección de Otto Klemperer, había sido testigo de las premières de muchas obras innovadoras en la década de 1920, incluyendo Neues vom Tage de Hindemith. Ahora Hindemith respondió al advenimiento del Tercer Reich con su obra principal, Mathis der Maler, un retrato de un artista que intenta sobrevivir en épocas hostiles. Se presenta por primera vez en Zúrich en 1938, desde que todas las presentaciones de música de Hindemith han sido prohibidas en Alemania un año antes.
En 1940, Hindemith parte desde Suiza hacia Estados Unidos, uniéndose al éxodo transatlántico de compositores entre los que se hallaban Schoenberg, Weill, Korngold y Zemlinsky. Schreker murió en 1934, habiendo sido despedido de su puesto docente por el régimen; otros compositores, como el prometedor Viktor Ullmann, perecieron en los campos de concentración. Algunos compositores de ópera, incluyendo a Carl Orff, Werner Egk y el anciano Richard Strauss, permanecieron en Alemania acomodándose lo mejor posible al régimen imperante.

## Ópera alemana desde 1945
Los compositores posteriores a la Segunda Guerra Mundial tuvieron que encontrar el modo de recomenzar tras el Tercer Reich. El modernismo de Schoenberg y Berg resultó atractivo a los jóvenes compositores, puesto que sus trabajos habían sido prohibidos por los nazis y estaban libres de cualquier influencia del régimen anterior. Bernd Alois Zimmermann tomó el ejemplo de Wozzeck de Berg para su única ópera, Die Soldaten (1965), y Aribert Reimann continuó con la tradición del expresionismo para su ópera shakespeariana Lear (1978).
Probablemente, el más versátil e internacionalmente conocido compositor de posguerra sea Hans Werner Henze, que produjo una serie de trabajos que combinaron influencias bergianas con las de compositores italianos como Verdi. Entre sus óperas se cuentan Boulevard Solitude, The Bassarids (con libreto de W. H. Auden) y Das verratene Meer.
Karlheinz Stockhausen se situó en una dirección más vanguardista con su enorme ciclo operístico basado en los siete días de la semana, Licht (1977–2003). Giselher Klebe creó un extenso cuerpo de obras en el género operístico con base en trabajos literarios. Destacados compositores continúan produciendo óperas a principios del siglo XXI, entre ellos cabe citar a Wolfgang Rihm y Olga Neuwirth.